# Заньковский, Елисей Дмитриевич
Елисей Дмитриевич Заньковский (ок. 1788 — после 1833) — капитан, герой Отечественной войны 1812 года.

## Биография
Родился около 1788 года. Службу начал в ведомстве Министерства внутренних дел, где получив чин коллежского регистратора решил перейти на военную службу — колонновожатым по квартирмейстерской части в свиту Его Императорского Величества; 27 января 1812 года был произведён в прапорщики.
За отличия в Отечественной войне получил несколько наград: за Бородинское сражение — орден Св. Анны 4-й степени, за Тарутинский бой — чин подпоручика, за сражение под Вязьмой — золотую шпагу с надписью «за храбрость» и за битву под Красным — орден Св. Владимира 4-й степени. Затем участвовал в заграничном походе 1813—1814 гг.; находился при переправе через Марну, где получил чин поручика и прусский орден «За военные достоинства»; 18 марта 1814 года, под Парижем, был произведён в штабс-капитаны. Вскоре после возвращения из-за границы вышел в отставку с чином капитана.
Умер после 1833 года.